# Охотничья звезда

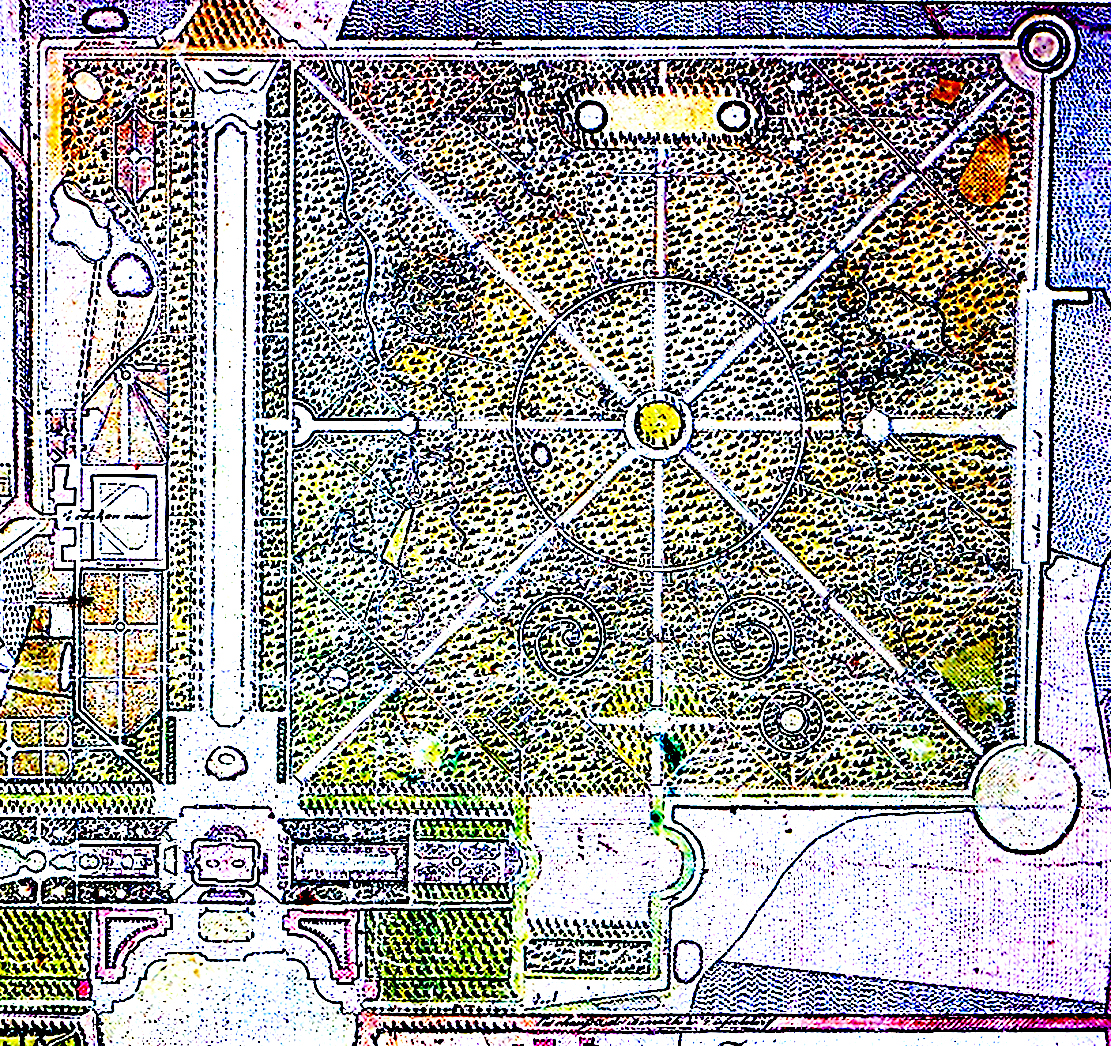
Парк Бенрат в Дюссельдорфе с «Охотничьей звездой» в центре с расходящимися лучами-аллеями. Юго-западный луч упирается в дворец Бенрат

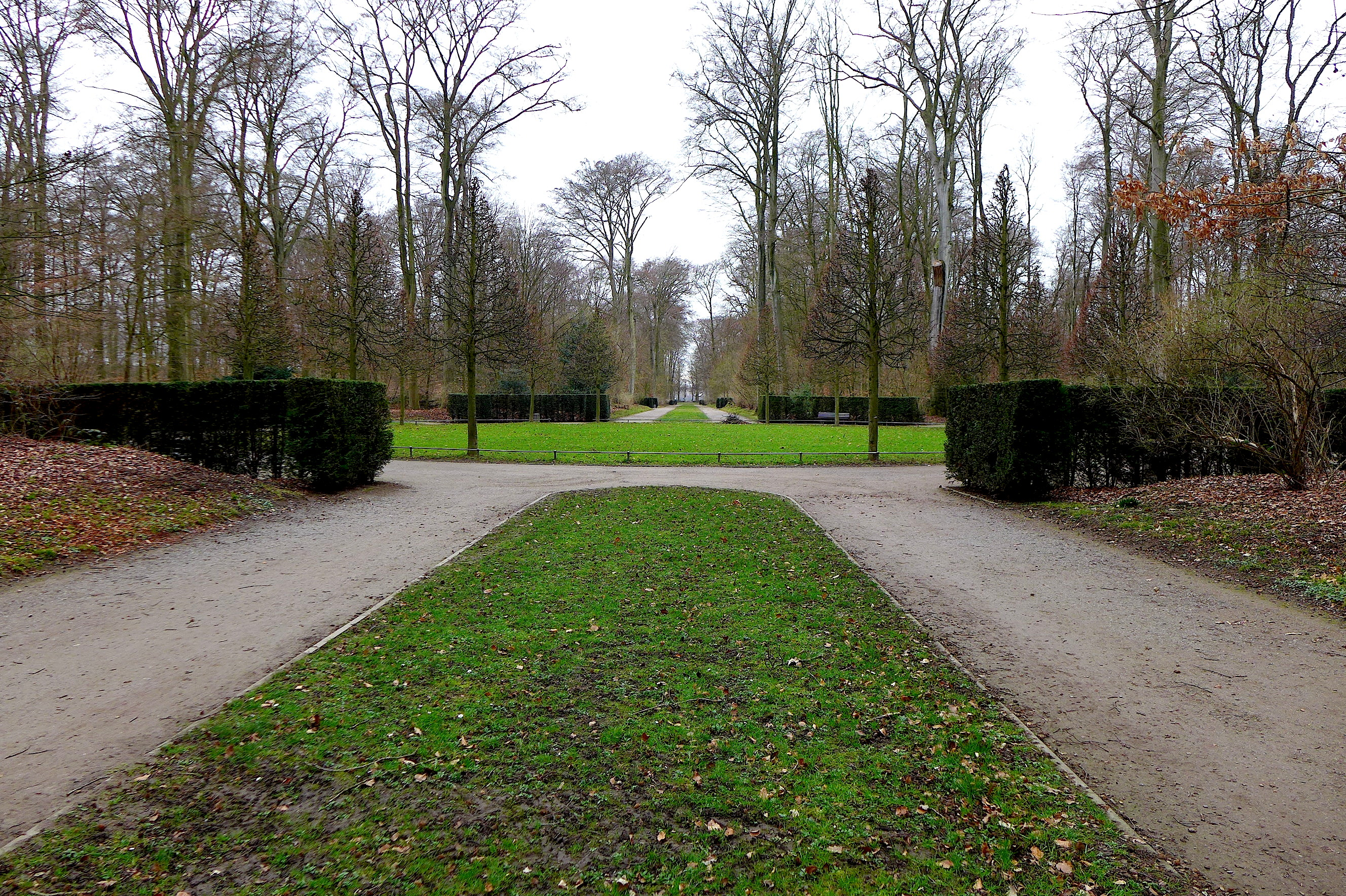
Бенратская «Охотничья звезда»

Охотничья звезда — система оформления лесо-паркового пространства в стиле ландшафтного барокко.

## Общая характеристика
Она представляет собой систему сходящихся к центру в форме лучей звезды просек или аллей в лесной или парковой зоне. Такой метод ландшафтного дизайна использовался для организации охотничьих угодий с целью более удобной и комфортной формы выслеживания диких животных и охоты на них. По своей геометрической структуре они были продолжением развития регулярных парков.
Охотничьи звёзды располагались на территориях с ограниченным доступом населения (полузакрытые или закрытые для посещения части лесов и парков) с богатой животным миром природой. В центре звезды мог располагаться охотничий домик (избушка).
Охотники размещались в центре звезды, загонщики по краям лесного массива. Из центра можно было легко наблюдать и отслеживать за перемещением зверей через просеки. Основной охотничий замок располагался неподалёку от охотничьей звезды, в пределах видимости на продолжении одного из лучей звезды.
Наибольшего развития построение охотничьих угодий по форме «Охотничьих звёзд» наблюдалось в XVII—XVIII веках в Германии и Нидерландах.

## Охотничья звезда парка Бенрат
В Бенрате (ныне часть Дюссельдорфа) в XVIII веке одновременно со строительством летнего (охотничьего) барочного замка (дворца) Бенрат был сформирован в регулярном стиле замковый парк Бенрат. Он строго ориентирован по странам света, имеет форму квадрата, в центре которого располагается «Охотничья звезда» с расходящимися во все стороны 8-ю лучами-аллеями. В центре звезды в настоящее время находится круглая поляна, окружённая декоративно подстриженными липами.